# Municipio de Sverdrup (Minnesota)
El municipio de Sverdrup (en inglés: Sverdrup Township) es un municipio ubicado en el condado de Otter Tail en el estado estadounidense de Minnesota. En el año 2010 tenía una población de 621 habitantes y una densidad poblacional de 6,76 personas por km².

## Geografía
El municipio de Sverdrup se encuentra ubicado en las coordenadas 46°19′34″N 95°50′26″O / 46.32611, -95.84056. Según la Oficina del Censo de los Estados Unidos, el municipio tiene una superficie total de 91.85 km², de la cual 72,11 km² corresponden a tierra firme y (21,5 %) 19,75 km² es agua.

## Demografía
Según el censo de 2010, había 621 personas residiendo en el municipio de Sverdrup. La densidad de población era de 6,76 hab./km². De los 621 habitantes, el municipio de Sverdrup estaba compuesto por el 95,17 % blancos, el 0,48 % eran afroamericanos, el 0,16 % eran amerindios, el 0,64 % eran asiáticos, el 1,77 % eran de otras razas y el 1,77 % eran de una mezcla de razas. Del total de la población el 2,74 % eran hispanos o latinos de cualquier raza.